# Ebensee (campo de concentración)

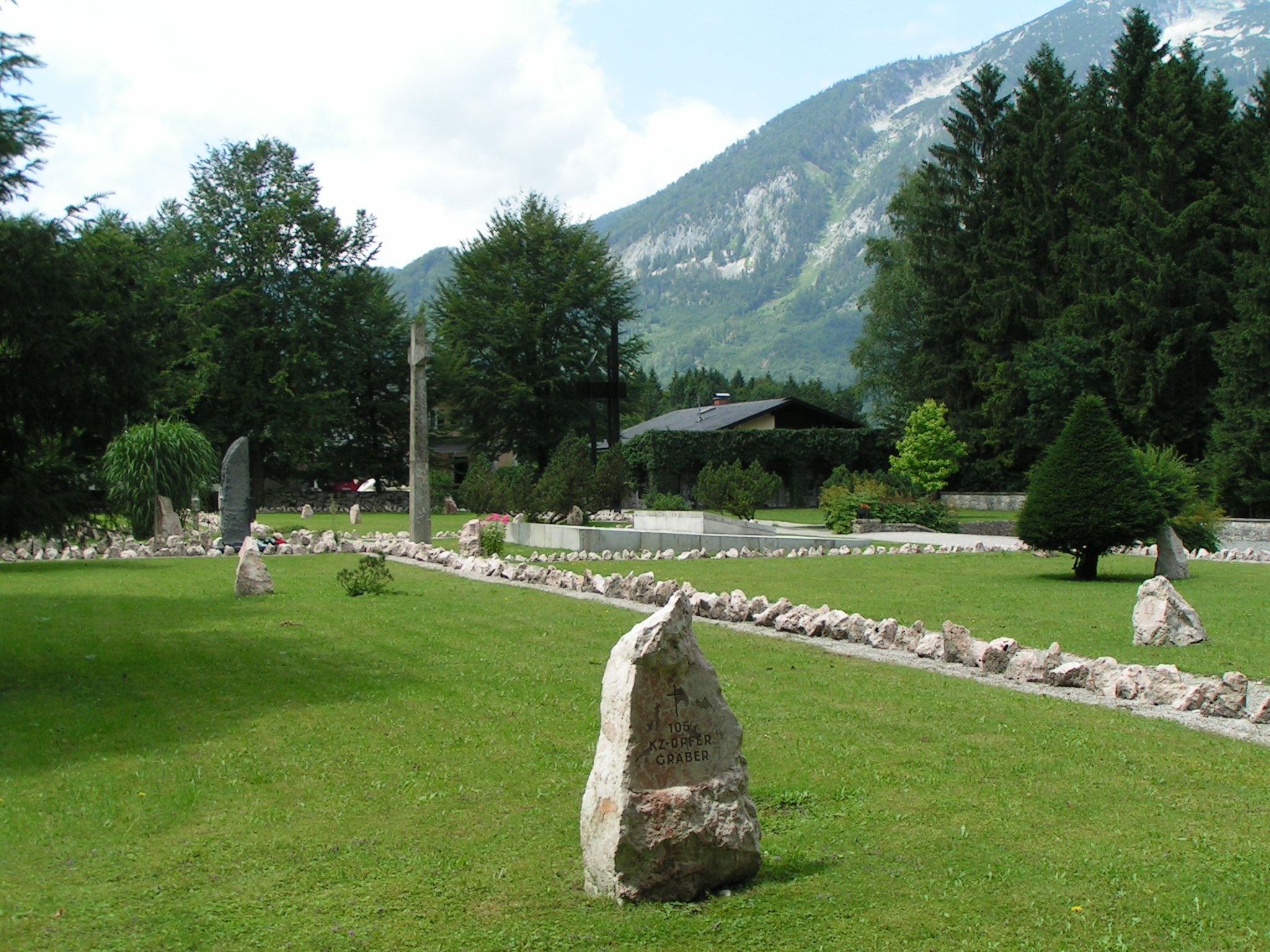
KZ-Gelände 2005

El campo de concentración de Ebensee fue un Kommando o campo anejo del campo de Mauthausen en el municipio de Ebensee (Reichsgau del Alto Danubio), en la actual Austria. El objetivo principal del campo era proporcionar mano de obra esclava para la construcción de enormes túneles en los que se alojaría la producción bélica de los cohetes V2, a salvo de los bombardeos Aliados, aunque finalmente este tipo de producción se abandonó en favor de la producción bélica ordinaria.
Aunque el número de republicanos españoles que ingresaron en este campo no fue numéricamente demasiado relevante, su aportación en la construcción del mismo, así como en la administración presidiaria o en la organización de la Resistencia resultaron determinantes.
Aunque administrativamente el campo de Ebensee siempre dependió del de Mauthausen, el día de su liberación constituía un auténtico campo, ya que acogía a más de 18 000 prisioneros. 

## Construcción del campo

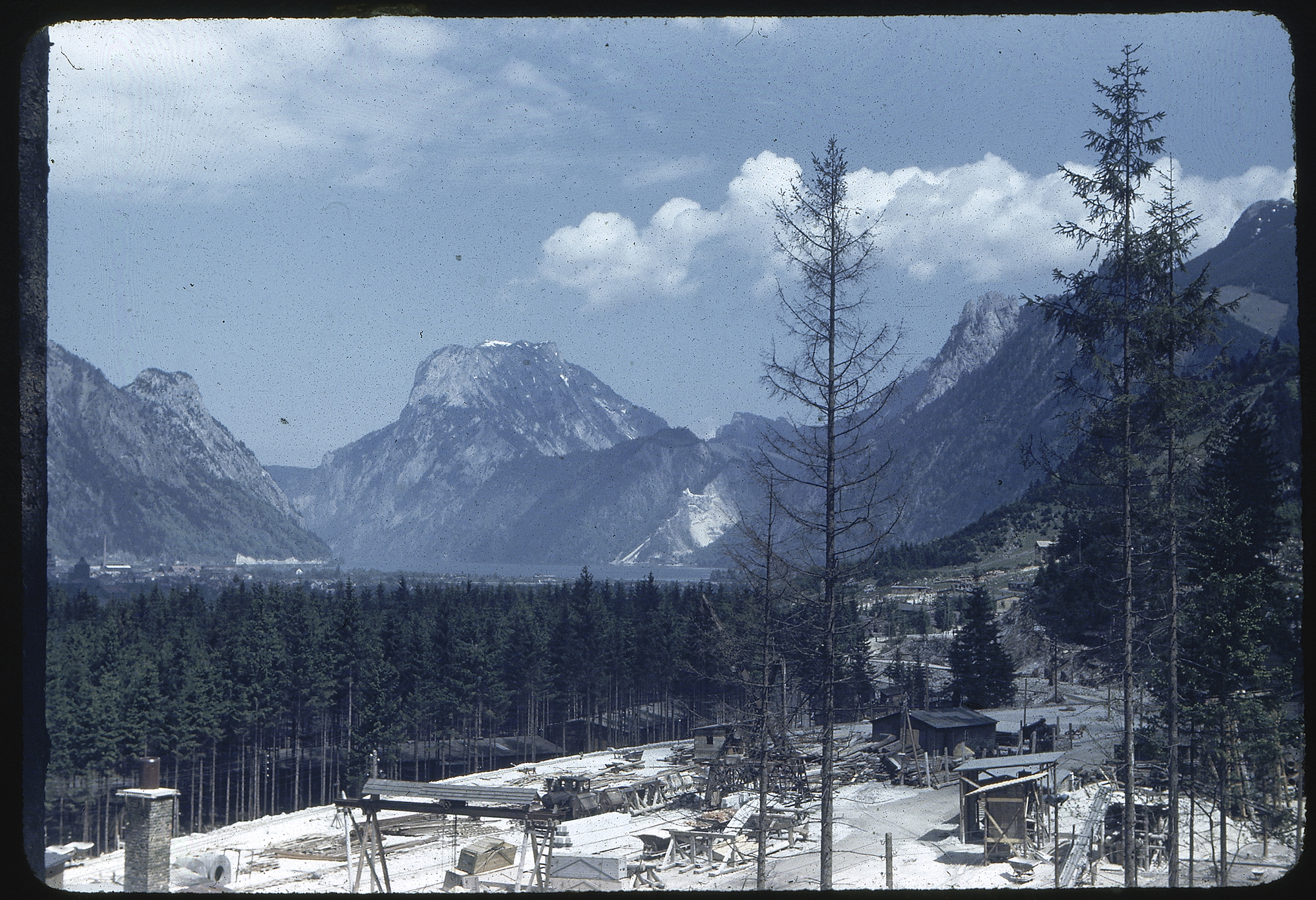
Campo de concentración de Ebensee en 1945.

El campo de Ebensee fue creado por orden de Adolf Hitler después de que en la noche del 17 al 18 de agosto de 1943 los ataques aéreos aliados dejaran destruidas las factorías más importantes para la producción de los proyectiles V2. Hitler pidió entonces a su Ministro de Armamento, Albert Speer, que trasladase la producción a túneles subterráneos. De esta forma se decidió instalar fábricas subterráneas junto al lago Traunsee. En noviembre de 1943 comenzaron los trabajos de construcción del campo, utilizando para ello presos traídos desde el campo central de Mauthausen, del cual Ebensee dependía.

## Oficialidad SS
Georg Bachmayer fue el primer comandante del campo durante algunas semanas. Anton Bentele o Bendele fue el siguiente comandante del campo, hasta principios de 1944, cuando el SS Obersturmführer Otto Riemer se convirtió en su comandante. Los relatos de los presos informan que Riemer golpeó, torturó y asesinó a los presos. Después de disparar a unos ocho prisioneros mientras estaba borracho, Riemer fue degradado y trasladado a la oficina de correos del campo de concentración de Gusen. Anton Ganz lo reemplazó. Un prisionero superviviente describió a Ganz como "brutal, arbitrario, dictatorial y crudo".

## Complejo subterráneo
Las instalaciones subterráneas creadas en Ebensee recibirían los nombres en clave de Zement (cemento), Kalksteinwerke (mina de piedra caliza) y Solvay para ocultar la verdadera naturaleza del campo. Nada más construir el campo en el que se alojaban, los prisioneros tuvieron que agujerear diversos túneles que se adentraban en el interior de la montaña 250 metros en muy poco tiempo. Trabajaban las 24 horas del día, en sucesivos turnos de 8 horas. El sistema de túneles estaba conectado entre sí mediante un sistema ferroviario. 
Sin embargo, dado que hubo repetidos retrasos en el trabajo, el plan para trasladar la planta de desarrollo de cohetes de Peenemünde a los Alpes se abandonó en el verano de 1944. En cambio, el ministerio de armamento decidió utilizar la instalación subterránea en Ebensee para la producción de la unidad 9 (A9), así como componentes técnicos para tanques y una refinería. A fines de 1944, se inició la construcción de la refinería de aceite lubricante, que luego comenzó a producir en febrero de 1945. En la primavera de 1945, los motores para tanques y aviones todavía se fabricaban en la planta B.

## Los prisioneros

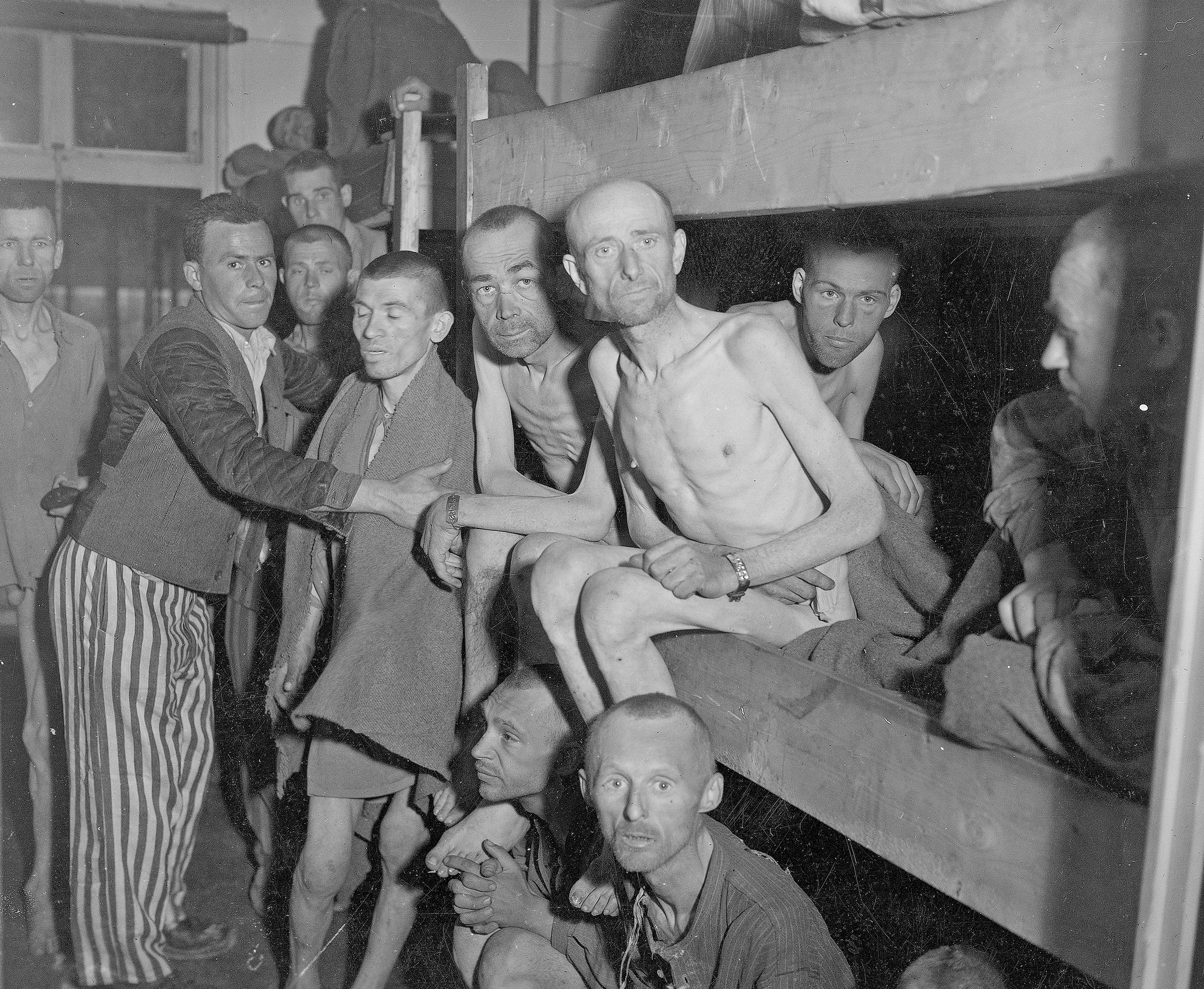
Presos en mayo de 1945

Los presos provenían de muchos países diferentes, como España, Rusia, Polonia, Checoslovaquia, Hungría, Yugoslavia, Francia, Italia o Grecia, por ejemplo. De ellos, un tercio eran judíos. También hubo gitanos que deportaron a este campo. Aún hoy la cifra de víctimas no está clara, aunque se sabe que en el momento de su liberación acogía a unos 18 000 deportados. Es probable que la cifra total de muertes supere las 20 000.

## Los republicanos españoles
Según las memorias de Marcelino Bilbao Bilbao, los republicanos españoles desempeñaron un importante papel tanto en la construcción del campo como en su funcionamiento. Por ejemplo, Antonio Arqués Company se ocupó de dirigir las obras de construcción. Otros muchos eran jefes de block, peluqueros de block, personal de la cantina, del almacén, del taller, de la cocina etc. Además, la resistencia internacional fue organizada por los republicanos españoles. Esta posición preeminente y capacidad organizativa de los prisioneros españoles pudo haber contribuido a su baja mortandad en Ebensee, ya que desde el 20 de noviembre de 1943 (en que se produce el ingreso de los primeros 25 españoles procedentes de Redl-Zipf) hasta la liberación del campo en mayo de 1945, sólo se produjeron dos fallecimientos en sus filas.

## Las condiciones de vida
Las condiciones eran brutales y, junto con la falta de alimentos, la exposición al clima frío y los trabajos forzados dificultaban la supervivencia. Los presos trabajaban en turnos de 11 horas a menos que estuvieran trabajando en los túneles, cuando trabajaban en uno de los tres turnos de 8 horas. Los piojos infestaban el campo y el aserrín de los colchones causaba sufrimiento a los presos. Las raciones de comida consistían en café para el desayuno, agua caliente con patatas estropeadas para el almuerzo; y un trozo de pan con agua para cenar. Los presos siempre tenían hambre. Aquellos que trabajaban dentro del campo no tenían que trabajar tan intensamente como los asignados para trabajar fuera del campo.
En el tiempo de funcionamiento de aquel campo murieron en él entre 8500 y 11 000 presos. En abril de 1945 el campo contaba con 18 437 presos.

## La liberación
El día anterior a liberación del campo, el 5 de mayo de 1945, el comandante Anton Ganz trató de llevar a los prisioneros a los túneles para enterrarlos allí por medio de explosivos. Sin embargo, los prisioneros se resistieron con tanta fuerza que el comandante del campo abandonó el proyecto. Al día siguiente, el 6 de mayo de 1945, las tropas de la 80.ª División de Infantería del III Ejército de Estados Unidos liberaron el campo de Ebensee, abandonado la víspera por la guardia SS. Los liberadores encontraron un espectáculo dantesco, con infinidad de cadáveres de los presos muertos en las horas previas y miles de presos al borde de la muerte. El altísimo número de muertes se debía a las durísimas condiciones del campo y también a las circunstancias vividas por muchos de ellos, evacuados desde otros Kommandos en las semanas que precedieron al fin de la guerra.
Actualmente existen viviendas residenciales en el lugar en el que estaba emplazado el campo y hay un cementerio conmemorativo cerca. Un túnel conmemorativo, creado en 1994, y un Museo de Historia Contemporánea Ebensee, creado en 2001, proporcionan información sobre el campo a los visitantes.

## Filme
- Luci nel Buio (Lichter im Dunkel): filme documental 2003, director: Gabriele Cecconi. Dokumentarfilm über das Leben des KZ-Ebensee Häftlings Roberto Castellani